# توماس فيرنور سميث
توماس سميث فيرنور (بالإنجليزية: Thomas Vernor Smith)‏ (و. 1890 – 1964 م) هو سياسي، كاتب عمومي، كاتب من الولايات المتحدة الأمريكية .

## التعليم
تعلم في جامعة شيكاغو، وجامعة تكساس، أوستن.